# Hybrasil brani
Hybrasil brani är en insektsart som beskrevs av George Willis Kirkaldy 1907. Hybrasil brani ingår i släktet Hybrasil och familjen dvärgstritar. Inga underarter finns listade i Catalogue of Life.